# Pretentious
Pretentious es el primer álbum del dueto conformado por los músicos del género electrónico Martyn Ware y Vince Clarke, publicado sólo en CD en 1999. Esto forma parte de su proyecto común Illustrious Company.
Fue meramente un experimento de los músicos, de tan sólo ocho temas prácticamente sin fines comerciales, por ello el nombre Clarke & Ware Experiment, es decir, el Experimento Clarke y Ware, el cual no fue elegido propiamente como un nombre de asociación sino sólo indicaba su naturaleza, de hecho para cuando publicaron un segundo álbum no reutilizaron este nombre.
El álbum se grabó usando el sistema logic audio y fue creado -tras ser encargado sólo el primer tema- para ser tocado en el "National Center for Popular Music" en Sheffield, Inglaterra, un auditorio 3D. Clarke y Ware decidieron que no debían hacer un solo tema sino un álbum completo. La idea era que se escuchara con auriculares para recibir los diferentes sonidos de un oído a otro -formato escucha binaural-. "Music for Multiple Dimensions" fue la primera canción encargada y compuesta especialmente para este centro.
Como dato extra, la caja del CD puede transformarse en un cubo.
En 2012, este álbum fue incluido en la caja recopilatoria The House of Illustrious.

## Listado de canciones
| Disco 9 (CD):Pretentious |                                                                                       |                          |          |  |
| N.º                      | Título                                                                                | Escritor(es)             | Duración |  |
| 1.                       | «Music for Multiple Dimensions [Initiationcommunicationtraveltechnologypanicrelease]» | Vince Clarke/Martyn Ware | 14:17    |  |
| 2.                       | «Open Our Eyes»                                                                       | Clarke/Ware              | 07:50    |  |
| 3.                       | «Too Deep For Tears»                                                                  | Clarke/Ware              | 09:30    |  |
| 4.                       | «I Think I'm In Love»                                                                 | Clarke/Ware              | 08:53    |  |
| 5.                       | «The East Is Falling»                                                                 | Clarke/Ware              | 09:35    |  |
| 6.                       | «Wilderness/Turbulence»                                                               | Clarke/Ware              | 08:01    |  |
| 7.                       | «Disappearing Breakthroughs»                                                          | Clarke/Ware              | 06:39    |  |
| 8.                       | «The Light Far Away»                                                                  | Clarke/Ware              | 07:43    |  |